# جورج سيبري
جورج جون سيبري ولدَ جورج سيبري في العاشرِ من نوفمبر من عام م1844 وتوفي في الثالثِ عشر من فِبراير عام 1909م.

## حياته
ولد سيبري في العاشر من نوڤمبر 1844 في مدينة نيويورك وكَبرَ وترعرع فيها، وهناك تلقى تعليمه الاساسي خدم في الحرب الأهلية الأمريكية في فوج المتطوعين الثاني عشر في مدينة نيويورك وكان أحد الجنود الذين تعرضوا للإصابة خلال معركة جاينز ميل ومالفيرن هيل. عرف سيبري طوال حياته بحبه للشؤون العسكرية حتى انه كان عضوا في الحرس القديم لمدينة نيويورك. تزوج بعمر الواحدة والعشرين وحظي باربعة أطفال من زوجته ايلا، تلقى سيربي تعليماً عالياً في الكيمياء والصيدلة والطب بعد تلقيه تعليمه الاساسي، قضى معظم حياته في أوروبا وهناك تم قبوله بجامعة هيلدبيرغ وجامعة جوتنجن في ألمانيا.اظهر اهتمامه الكبير ب اكتشافات السيد جوزيف ليستر وخصوصاً دراساته عن المطهرات ونظريته عن الجراثيم.

## سيرته العملية
أسس سيبري شركة سيبري وجونسون في عام 1885 برفقة روبرت وود جونسون والذي طور معه تقنية جديدة من اللواصق الطبية في عام 1879 وكان الرئيس والمالك لاحقاً لشركة سيبري وجونسون بعد مغادرة جونسون الشركة ليؤسس مع شركة جونسون وجونسون مع شقيقه
كان سيبري أحد مؤسسي جمعية ولاية نيويورك للصناعات الدوائية وفي عام 1895 أصبح رئيساً للجمعية. كان ايضاً عضواً في كلية الصيدلة في مدينة نيويورك الأمريكية ومن أهم الكتب التي كتبها سيبري كانت (صيدلة التجزئة في الحفاظ على اسعار تجزئة عادلة). عمل سيربي كسكرتير معين من قبل الحكومة ومدير الرابطة الوطنية للبنادق روجّ لممارسة البندقية في الحرس الوطني في عام 1909 م. عمل سيربي ايضاً خادماً للرئيس وليام هوارد تافن ونائب للرئيس جيمس شيرمان كان سيربي متحمساً للفن والموسيقى.

## أعماله
- يجب أن يصبح الصيادلة تجارًا (1899)
- القوى البناءة والترميمية الضرورية للحفاظ على السيادة